# Габаль эль-Увейнат
Эль-Увайнат или Габал-эль-Увайнат (араб. جبل العوينات Габал-эль-Увайнат или Джабаль-эль-Увайнат , араб. «Гора источников») — горный хребет в районе египетско-ливийско-суданского пограничного стыка. Благодаря тысячам доисторических наскальных рисунков он считается важным свидетелем развития раннего скотоводства в Сахаре.

## Культурное значение
Район примечателен своими доисторическими наскальными рисунками, впервые описанными египетским исследователем Ахмедом Пашой Хассанейном — первооткрывателем Увейната, который в 1923 году пересек первые 40 км горы в направлении на восток, так и не достигнув конца. Высеченные на песчанике, видны тысячи петроглифов, представляющих львов, жирафов, страусов, газелей, коров и маленьких человеческих фигур. Согласно техническому отчету ЮНЕСКО, «тысячи мест наскального искусства разных стилей и тем разбросаны по всей области, свидетельствуя о развитии раннего скотоводства в Африке и обменах между различными этническими группами по всей Сахаре».

## География
Гора Увайнат находится примерно в 40 км к юго-востоку от Джабаль Аркану. Главный источник, называемый Айн Дуа, находится у подножия горы, на ливийской стороне. Западное подножие (расположенное на 21°52′29″ с. ш. 24°54′16″ в. д. по данным Хассанейна) имеет высоту 618 м и покрыто гигантскими валунами, упавшими из-за эрозии. В целом, западный склон представляет собой оазис с колодцами, кустами и травой.
Западная часть массива состоит из интрузивного гранита, расположенного в форме кольца диаметром около 25 км , заканчивающегося тремя долинами вади  по направлению к западу, называемыми Каркур Хамид, Каркур Идрисс и Каркур Ибрагим. Его восточная часть состоит из песчаника, заканчивающегося в Каркур Талх. В Каркур Мурр находится постоянный оазис Гуэльта, называемый Айн Эль Бринс.
В песчаниковой части четыре плато выходят из уровня окружающей пустыни: плато Хассанейн, соединенное с безымянным плато через узкий перешеек, плато Италия и еще одно безымянное плато. Самая высокая точка Увейната находится на вершине плато Италия. На вершине есть две пирамиды из камней, первая была возведена RA Bagnold, а вторая — капитаном Маркези, обе в 1930-х годах.

## Исследования
- Ахмед-паша Хассанейн — первооткрыватель, который впервые опубликовал информацию о его существовании на своей карте 1923 года.
- Принц Камаль ад-Дин Хусейн (сын Хусейна Камеля, султана Египта).
- Ральф Элджер Бэгнолд — основатель Long Range Desert Group (LRDG) и исследователь пустынь.
- Пэт Клейтон — LRDG и исследование.
- Ласло Альмаши — венгерский исследователь пустынь.
- Хьюберт Джонс
- Лео Фробениус
- Ганс Ротерт
- Принц Фердинанд фон Лихтенштейн
- Махмуд Мараи (один из первооткрывателей ямских надписей у южного конца горы в 2007 году)